# Snareskuifpinguïn
De snareskuifpinguïn (Eudyptes robustus) is een pinguïnsoort die voorkomt in Nieuw-Zeeland. De pinguïn broedt op de Snareseilanden. De soort werd in 1953 door de Nieuw-Zeelandse ornitholoog Walter Oliver beschreven.

## Herkenning
De snareskuifpinguïn is 56 tot 73 cm lang en weegt 2,4 tot 4,3 kg. Het is een middelgrote pinguïn van boven is de vogel zwart met een blauwe glans op de rug. Deze pinguïn lijkt sterk op de fjordlandkuifpinguïn, met ook een zeer forse snavel die oranje tot roodachtig is, maar met een vleeskleurig tot roze vlies aan de snavelbasis. Verder ontbreken de witte streepjes op de kop. De kuif of wenkbrauwstreep is bleekgeel en loopt dicht langs het oog en eindigt in vrij lange, losse afhangende kuif.

## Verspreiding, leefgebied en broedgebied
Zoals alle pinguïnsoorten verblijft de vogel buiten de broedtijd op open zee. De soort komt voor rond het Zuidereiland en eilanden daar ten zuiden van en het hele zeegebied tot aan de kusten van Tasmanië. Ze foerageren voornamelijk op krill, maar ook pijlinktvissen en kleine vissoorten. De vogel broedt in modderig bebost gebied op de Snareseilandenen; daar is een grote kolonie op North East Island en een op Broughton Island.

## Status
De  snareskuifpinguïn heeft een zeer klein broedgebied (3 km2) en daardoor is de kans op uitsterven aanwezig. De grootte van de populatie werd in 2016 geschat circa 63 duizend volwassen vogels. De populatie-aantallen zijn stabiel, maar omdat het broedgebied zeer klein is, kunnen onverwachte bedreigingen de vogel tot ernstig bedreigde soort maken. Om deze redenen staat deze soort als kwetsbaar op de Rode Lijst van de IUCN.